# Requin-marteau tiburo
Sphyrna tiburo
Espèce
Statut de conservation UICN

 EN  : En danger
Répartition géographique
Le Requin-marteau tiburo (Sphyrna tiburo) est une espèce de requins.

## Description
Très petit requin-marteau, sa taille moyenne est entre 80 et 120 centimètres, la taille maximum est de 1,50 mètre. Reconnaissable par sa tête en forme de marteau très étroite.

## Habitat
C'est une espèce abondante dans l'Atlantique de l'ouest, la Caroline du Nord et le Golfe du Mexique, qui se trouve près des rives et dans des eaux peu profondes, jusqu'à 25 mètres de profondeur. Il préfère les fonds sableux ou boueux, les canaux et les estuaires. Ils vivent en petits groupes de 3 à 15 individus, mais les mâles et les femelles ne vivent pas ensemble.

## Reproduction
De type vivipare, la femelle pouvant se reproduire asexuellement ou sexuellement, les portées comprennent entre 4 et 16 petits. La taille à la naissance est entre 35 et 40 centimètres.

## Alimentation
Une étude de 2017 a montré que son alimentation est composée à plus de 50 % d'herbiers marins. Ce comportement omnivore n'est pas encore expliqué par les scientifiques. Il se nourrit aussi de  crustacés, notamment de crabes et de crevettes, de mollusques, de céphalopodes et de petits poissons,.